# Jhula
Jhula (nep. झुला) – gaun wikas samiti w zachodniej części Nepalu w strefie Rapti w dystrykcie Rukum. Według nepalskiego spisu powszechnego z 2001 roku liczył on 591 gospodarstw domowych i 3093 mieszkańców (1509 kobiet i 1584 mężczyzn).